# W (Unix)
w es un programa de Unix que muestra información sobre los usuarios que han iniciado sesión en el sistema y qué están haciendo. Se utiliza en tareas de administración del sistema pues muestra información precisa acerca de las características de las sesiones activas de los usuarios.

## Campos Reportados
El comando w retorna uno o varios de los siguientes campos:
- USER – Nombre del usuario.
- TTY  – tipo de terminal desde que se realizó el acceso.
- FROM – Nombre del host (o dirección IP) desde donde se está realizando el acceso (utilizado en conexiones remostas vía SSH por ejemplo).
- LOGIN@ – tiempo que lleva activa la sesión.
- IDLE – tiempo transcurrido desde la última actividad.
- JCPU – Tiempo de utilizado por todos los procesos atados al tty.
- PCPU – Tiempo de utilizado por el proceso actual atado al tty (el cual se muestra en el campo WHAT).
- WHAT – Línea de comando del proceso actual que está ejecutando el usuario.

## Ejemplo
Salida de ejemplo (en distribuciones basadas en Red Hat):
```
$ w
 12:49:11 up 6 days, 23:40,  2 users,  load average: 0,00, 0,01, 0,05
USER     TTY      LOGIN@   IDLE   JCPU   PCPU WHAT
centos   tty2      dom12   24:48m  9:41m 22.23s /opt/google/chrome/chrome
usuario  pts/0     dom12    4:18   1.49s  1.42s ssh centos@210.56.158.147
usuario  pts/2     00:39    0.00s  0.29s  1:58  /usr/libexec/gnome-terminal-server

```